# Fernanda Pereyra
Fernanda Pereyra (San Juan, 30 juni 1991) is een voormalig beachvolleybalspeler uit Argentinië. Met Ana Gallay won ze een zilveren medaille bij Pan-Amerikaanse Spelen en nam ze eenmaal deel aan de Olympische Spelen.

## Carrière
Pereyra vormt sinds 2018 een team met Ana Gallay. Het eerste jaar sloten ze het Zuid-Amerikaanse circuit af met een tweede plaats bij het eindtoernooi in Lima. In de FIVB World Tour namen ze deel aan zeven toernooien en kwamen ze niet verder dan een zeventiende plaats in Espinho. Het daaropvolgende seizoen behaalde het duo meerdere podiumplaatsen in de continentale competitie. Bovendien wonnen Pereyra en Gallay bij zowel de Zuid-Amerikaanse Strandspelen in Rosario als de Pan-Amerikaanse Spelen in Lima de zilveren medaille – achter respectievelijk de Braziliaansen Ana Patrícia Ramos en Rebecca Silva en de Amerikaansen Karissa Cook en Jace Pardon. Op mondiaal niveau deed het duo mee aan zes reguliere toernooien met een negende plaats in Espinho als hoogste klassering. Bij de WK in Hamburg bereikten ze de zestiende finale die verloren werd van het Italiaanse duo Marta Menegatti en Viktoria Orsi Toth. In 2021 namen Pereyra en Gallay deel aan vier FIVB-toernooien en plaatsten ze zich via het continentale kwalificatietoernooi voor de Olympische Spelen in Tokio. Daar strandde ze na drie nederlagen in de groepsfase. In het najaar deed het tweetal mee aan het toernooi van Itapema.
Het jaar daarop kwamen Pereyra en Gallay in actie op vier toernooien in de Beach Pro Tour – de opvolger van de World Tour – met als beste resultaat een vijfde plaats in Agadir. Bij de WK in Rome ging het duo als tweede in de groep door naar de zestiende finales. Daar werden ze uitgeschakeld door Menegatti en Valentina Gottardi. In de Zuid-Amerikaanse competitie speelden ze vijf wedstrijden met een overwinning, een tweede plaats en een derde plaats als resultaat. In 2023 namen ze deel aan vier toernooien in de mondiale competitie, maar kwamen ze niet verder dan de voorrondes. Bij de WK in Tlaxcala strandden ze na drie nederlagen eveneens in de groepsfase. In het continentale circuit speelden ze twee wedstrijden met een derde plaats als beste resultaat. Bij de Pan-Amerikaanse Spelen in Santiago werden ze vierde, nadat de halve finale verloren werd van Melissa Humana-Paredes en Brandie Wilkerson uit Canada en de wedstrijd om het brons van de Amerikanen Sarah Murphy en Corinne Quiggle. De Pan-Amerikaanse Spelen waren tevens het laatste internationale toernooi waar Pereyra aan deelnam; eind 2023 beëindigde ze haar internationale beachvolleybalcarrière.

## Palmares
Kampioenschappen
- 2019:  Pan-Amerikaanse Spelen

## Persoonlijk
Pereyra is de zus van zaalvolleyballer Federico Pereyra.